# الأكمة (العزلة)

تعديل مصدري - تعديل

الاكمة محلة تابعة لقرية العزلة، التابعة لعزلة الجوالح بمديرية مذيخرة إحدى مديريات محافظة إب في الجمهورية اليمنية، بلغ تعداد سكانها 152 حسب تعداد اليمن لعام 2004.